# Schizopelma bicarinatum
Espèce
Schizopelma bicarinatum est une espèce d'araignées mygalomorphes de la famille des Theraphosidae.

## Distribution
Cette espèce se rencontre au Mexique et en Amérique centrale.

## Description
Le mâle décrit par Gabriel en 2016 mesure 33,5 mm et la femelle 35,5 mm.

## Publication originale
- F. O. Pickard-Cambridge, 1897 : Arachnida - Araneida and Opiliones. Biologia Centrali-Americana, Zoology, London, vol. 2, p. 1-40 (texte intégral).